# DenyHosts
DenyHosts è uno strumento di sicurezza scritto in Python per server SSH. È pensato per prevenire attacchi di forza bruta verso server SSH monitorando i tentativi di login invalidi nel registro di autenticazione e bloccando gli indirizzi IP.  Denyhosts è sviluppato da Phil Schwartz già sviluppatore di diversi altri strumenti open source come Kodos e ReleaseForge.
Fail2ban è un programma simile, per prevenire gli attacchi bruteforce di SSH, ma necessita della presenza di un firewall.

## Operazioni
Quando viene eseguito come un cron job, DenyHosts controlla la fine del file di registro di autenticazione alla ricerca di tentativi recenti di accesso falliti. Registra informazioni circa il loro indirizzo IP originatore e confronta il loro numero con una soglia impostata dall'utente. Se ci sono troppo tentativi di accesso falliti, assume che sia in corso un attacco e previene qualunque altro tentativo bloccando l'indirizzo IP, inserendolo nel file /etc/hosts.deny sul server.  DenyHosts 2.0, e le successive versioni, supporta una sincronizzazione centralizzata, così chi attacca spesso viene bloccato su diversi computer.
In aggiunta, DenyHosts offre una modalità demone. Questa è la modalità di default nei sistemi Debian e derivati.
Un'altra peculiarità di DenyHosts, nei sistemi Debian, è la presenza di un comodo tool per la rimozione di un host bloccato: dh_reenable